# Vexillum (Costellaria) leucophryna
Vexillum (Costellaria) leucophryna is een slakkensoort uit de familie van de Costellariidae. De wetenschappelijke naam van de soort is voor het eerst geldig gepubliceerd in 2001 door Turner & Marrow.